# Templecashel
Das dachlose Oratorium Templecashel (irisch Teampall an Chaisil) liegt in Ballynabloun an der St Finan’s Bay im County Kerry. Es ist eines von etwa 20 bootförmigen (englisch boat-shaped) Oratorien der iroschottischen Kirche in Irland.
Das besterhaltene Beispiel ist das Gallarus Oratory auf der Dingle-Halbinsel. Wie bei den meisten Oratorien dieser Art fehlt in Ballynabloun das Dach. Im Laufe der Jahre neigen diese Dächer dazu abzusacken, was schließlich zum Zusammenbruch führt. Wie das Oratorium von Ballymorereagh steht Templecashel auf einer künstlichen Terrasse. Im Vergleich zu anderen Oratorien sind hier längere Steine verwendet worden.